# Mistrzostwa Świata Juniorów w Saneczkarstwie 2009
24. Mistrzostwa świata juniorów w saneczkarstwie 2009 odbyły się w dniach 13–14 lutego w japońskim Nagano. Rozegrane zostały cztery konkurencje: jedynki kobiet, jedynki mężczyzn, dwójki mężczyzn oraz zawody drużynowe. W tabeli medalowej bezkonkurencyjne były Niemcy.

## Wyniki

### Jedynki kobiet
- Data: Piątek 13 lutego 2009

| Medal | Zawodniczka      | Narodowość        | Czas     | Strata  |
| ----- | ---------------- | ----------------- | -------- | ------- |
|       | Madeleine Teuber | Niemcy            | 1:30.511 |         |
|       | Carina Schwab    | Niemcy            | 1:30.535 | + 0.024 |
|       | Lisa Liebert     | Niemcy            | 1:30.841 | + 0.330 |
| 4.    | Daniela Schwab   | Niemcy            | 1:30.842 | + 0.331 |
| 5.    | Kate Hansen      | Stany Zjednoczone | 1:30.911 | + 0.400 |
| 6.    | Tatjana Iwanowa  | Rosja             | 1:30.932 | + 0.421 |
| 7.    | Emily Sweeney    | Stany Zjednoczone | 1:31.624 | + 1.113 |
| 8.    | Ksenia Cyplakowa | Rosja             | 1:31.666 | + 1.155 |

### Jedynki mężczyzn
- Data: Sobota 14 lutego 2009

| Medal | Zawodnik                | Narodowość        | Czas     | Strata  |
| ----- | ----------------------- | ----------------- | -------- | ------- |
|       | Julian von Schleinitz   | Niemcy            | 1:40.875 |         |
|       | Sascha Benecken         | Niemcy            | 1:41.043 | + 0.168 |
|       | Siemion Pawliczenko     | Rosja             | 1:41.427 | + 0.552 |
| 4.    | Reinhard Egger          | Austria           | 1:41.572 | + 0.697 |
| 5.    | Ralf Palik              | Niemcy            | 1:41.596 | + 0.721 |
| 6.    | Georgij Talypow         | Rosja             | 1:41.789 | + 0.914 |
| 7.    | Jewgienij Woskresenskij | Rosja             | 1:41.812 | + 0.937 |
| 8.    | Robert Huerbin          | Stany Zjednoczone | 1:41.847 | + 0.972 |

### Dwójki mężczyzn
- Data: Piątek 13 lutego 2009

| Medal | Zawodnicy                      | Narodowość        | Czas     | Strata  |
| ----- | ------------------------------ | ----------------- | -------- | ------- |
|       | Nico Walther/Nico Grünneker    | Niemcy            | 1:29.841 |         |
|       | Daniel Rothamel/Chris Rohmeiss | Niemcy            | 1:30.035 | + 0.194 |
|       | Tristan Walker/Justin Snith    | Kanada            | 1:30.374 | + 0.533 |
| 4.    | Lubos Jira/Matěj Kvíčala       | Czechy            | 1:30.397 | + 0.556 |
| 5.    | Ludwig Rieder/Patrick Rastner  | Włochy            | 1:30.771 | + 0.930 |
| 6.    | Andrejs Berze/Uldis Logins     | Łotwa             | 1:31.032 | + 1.191 |
| 7.    | Trent Matheson/Taylor Morris   | Stany Zjednoczone | 1:31.045 | + 1.204 |
| 8.    | Reinhard Egger/David Schweiger | Austria           | 1:31.447 | + 1.606 |

### Drużynowe
- Data: Sobota 14 lutego 2009

| Medal | Zawodnicy                                                              | Narodowość        | Czas     | Strata  |
| ----- | ---------------------------------------------------------------------- | ----------------- | -------- | ------- |
|       | Julian von Schleinitz/Madeleine Teuber/Nico Walther/Nico Grünneker     | Niemcy            | 2:25.801 |         |
|       | Robert Huerbin/Kate Hansen/Trent Matheson/Taylor Morris                | Stany Zjednoczone | 2:26.116 | + 0.315 |
|       | Gieorgij Tałypow/Tatjana Iwanowa/Aleksandr Dienisjew/Władisław Antonow | Rosja             | 2:26.469 | + 0.668 |
| 4.    | Achim Obkircher/Stefanie Kaser/Ludwig Rieder/Patrick Rastner           | Włochy            | 2:26.629 | + 0.828 |
| 5.    | Stefan Rath/Arianne Jones/Tristan Walker/Justin Snith                  | Kanada            | 2:27.123 | + 1.322 |
| 6.    | Kristaps Mauriņš/Agnese Koklača/Andrejs Bērze/Uldis Logins             | Łotwa             | 2:27.489 | + 1.688 |
| 7.    | Christian Eisner/Mona Wabnigg/Reinhard Egger/David Schweiger           | Austria           | 2:27.686 | + 1.885 |
| 8.    | Jaroslav Krkoška/Viera Gburová/Karol Stuchlák/Marek Solcanski          | Słowacja          | 2:28.253 | + 2.452 |

## Klasyfikacja medalowa
| Miejsce | Państwo           |   |   |   | Razem |
| ------- | ----------------- | - | - | - | ----- |
| 1.      | Niemcy            | 4 | 3 | 1 | 8     |
| 2.      | Stany Zjednoczone | 0 | 1 | 0 | 1     |
| 3.      | Rosja             | 0 | 0 | 2 | 2     |
| 3.      | Kanada            | 0 | 0 | 1 | 1     |